# Ben Zucker

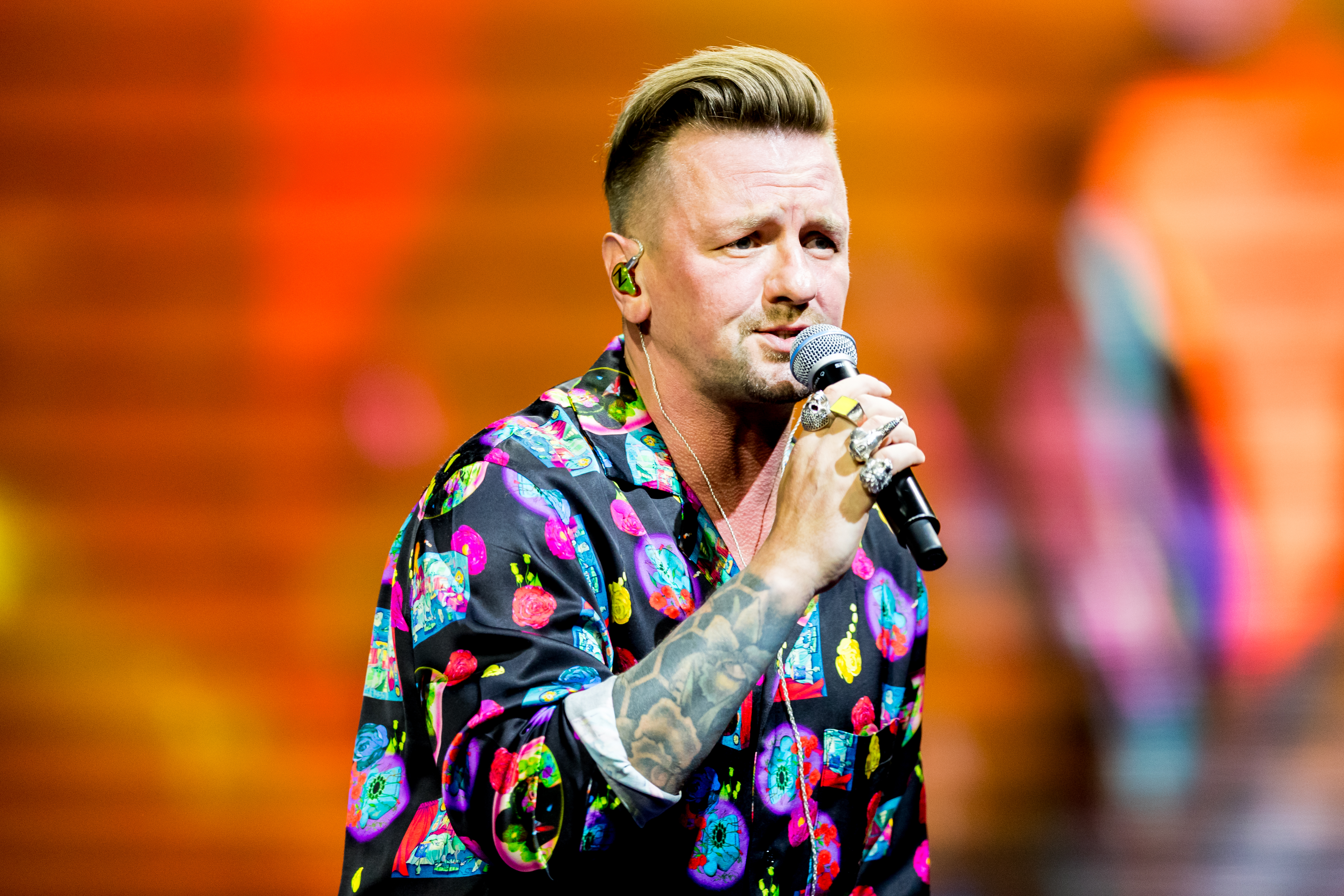
Ben Zucker (2024)

Ben Zucker (bürgerlich Benjamin Fritsch; * 4. August 1983 in Ueckermünde) ist ein deutscher Schlagersänger.

## Leben
Ben Zucker wuchs in Ost-Berlin im Ortsteil Mitte auf. Er hat zwei jüngere Geschwister, Sarah Zucker, ebenfalls Schlagersängerin, und einen Bruder, Manuel Fritsch. Mit seiner Familie kam er kurz vor dem Mauerfall nach Westdeutschland. Er kehrte später nach Berlin zurück und lebte dort in einem besetzten Haus. Er arbeitete vor seiner Musikerkarriere als Reinigungsfachkraft. Zucker hat eine Tochter (* 2012) und lebt in Berlin-Mitte.

## Karriere
Zucker begann im Alter von 14 Jahren mit Hilfe seines Vaters Gitarre zu spielen. Zunächst coverte er englische Grunge- und Rocksongs und wechselte dann zu deutschen Stücken. Gemeinsam mit Thorsten Brötzmann und Roman Lüth produzierte Zucker Na und?!, das sowohl der Titel seiner Debütsingle aus dem März 2017 wie auch seines ersten Albums aus dem Juni 2017 ist. Nach der Fernsehpremiere der Single beim Schlagercountdown, einer von Florian Silbereisen moderierten Sendung, stieg diese innerhalb von wenigen Minuten auf Rang 21 der iTunes-Charts. Ende Juni 2017 stieg das Album in die deutschen Albumcharts auf Platz 32 ein, und erreichte im Juni 2018 Platz vier.
Ben Zucker war 2018 in zwei Kategorien für den Echo Pop nominiert, „Newcomer national“ und „Schlager“, konnte aber keinen der beiden gewinnen. Er begleitete Helene Fischer auf ihrer Stadion-Tournee im Jahr 2018.
Am 7. Juni 2019 erschien sein zweites Studioalbum Wer sagt das?! Mit der Veröffentlichung der Zugabe-Edition Wer sagt das?! Zugabe! erreichte er im Mai 2020 erstmals die Spitze der deutschen Albumcharts.
Am 16. April 2021 erschien sein drittes Album Jetzt erst recht!. Mit diesem Album erreichte Ben Zucker zum zweiten Mal Platz 1 der deutschen Albumcharts. In Österreich stieg das Album auf Platz 4 ein, in der Schweiz erreichte es Platz 5. Am 28. Oktober 2022 edierte Zucker mit Was wir haben, ist für immer – Das Beste aus 5 Jahren sein erstes Kompilationsalbum, das sechs bis dato unveröffentlichte Lieder enthält, darunter auch It’s a Heartache, ein Duett mit Bonnie Tyler.  Die Kompilation erreichte Platz 3 in Deutschland, Platz 55 in Österreich und Platz 9 in der Schweiz. Im Oktober 2023 brachte er mit Kerstin Ott das gemeinsame Duett An diesen Tagen als Single heraus.  Am 8. Dezember 2023 veröffentlichte Zucker sein viertes Studioalbum Heute nicht!, das sich auf Platz 2 in Deutschland positionierte und in Österreich Platz 10 und in der Schweiz Platz 13 erzielte. Für das Album nahm er das Friedenslied Die weißen Tauben sind müde von Hans Hartz erneut auf und interpretierte es 2023 bei der Helene Fischer Show.
2025 war Ben Zucker Teilnehmer der 18. Staffel der RTL-Tanzshow Let’s Dance.

## Diskografie
Studioalben

| Jahr | Titel Musiklabel                                    | Höchstplatzierung, Gesamtwochen, AuszeichnungChartplatzierungen (Jahr, Titel, Musiklabel, Platzierungen, Wochen, Auszeichnungen, Anmerkungen) | Höchstplatzierung, Gesamtwochen, AuszeichnungChartplatzierungen (Jahr, Titel, Musiklabel, Platzierungen, Wochen, Auszeichnungen, Anmerkungen) | Höchstplatzierung, Gesamtwochen, AuszeichnungChartplatzierungen (Jahr, Titel, Musiklabel, Platzierungen, Wochen, Auszeichnungen, Anmerkungen) | Anmerkungen                                              |
| Jahr | Titel Musiklabel                                    | DE | AT | CH | Anmerkungen                                              |
| ---- | --------------------------------------------------- | --- | --- | --- | -------------------------------------------------------- |
| 2017 | Na und?! Airforce1 • Music for Millions (UMG)       | DE4 ×5Fünffachgold · (129 Wo.)DE | AT8 Gold · (66 Wo.)AT | CH9 (41 Wo.)CH | Erstveröffentlichung: 23. Juni 2017 Verkäufe: + 507.500  |
| 2019 | Wer sagt das?! Airforce1 • Music for Millions (UMG) | DE1 Platin · (61 Wo.)DE | AT5 (15 Wo.)AT | CH8 (24 Wo.)CH | Erstveröffentlichung: 7. Juni 2019 Verkäufe: + 200.000   |
| 2021 | Jetzt erst recht! Airforce1 (UMG)                   | DE1 Gold · (37 Wo.)DE | AT4 (5 Wo.)AT | CH5 (10 Wo.)CH | Erstveröffentlichung: 16. April 2021 Verkäufe: + 100.000 |
| 2023 | Heute nicht! Airforce1 (UMG)                        | DE2 (9 Wo.)DE | AT10 (2 Wo.)AT | CH13 (3 Wo.)CH | Erstveröffentlichung: 8. Dezember 2023                   |

## Auszeichnungen
Die Eins der Besten
- 2018: in der Kategorie Newcomer des Jahres
- 2019: in der Kategorie Platin eins der Besten (Na und?!)

Goldene Henne
- 2018: in der Kategorie Aufsteiger des Jahres